# Hofmarskallatet
Hofmarskallatet er navnet på det sekretariat, der betjener Danmarks monark og dermed forestår hoffets daglige administration, herunder den detaljerede planlægning af monarkens arrangementer som gallamiddage, statsbesøg m.v. Hofmarskallatet ledes af en hofmarskal, der bistås af en ceremonimester. Hofmarskallatet varetager også økonomiske og personalemæssige forhold.
Hofmarskallatet administrerer desuden kongehusets fonde.